# Nailea Vidrio
Dalia Nailea Vidrio Sahahún (* 10. März 2003 in Guadalajara, Jalisco) ist eine mexikanische Fußballspielerin, die vorwiegend im Mittelfeld agiert. Sie ist die Tochter des früheren Fußballspielers Manuel Vidrio.

## Leben
Nailea Vidrio gilt als eine der Schlüsselspielerinnen in den Anfangsjahren von Pachuca Femenil und sie gab ihr Debüt im Jahr 2017 bereits im Alter von 14 Jahren in einem am 11. August 2017 ausgetragenen Spiel gegen die Xolas de Tijuana.
Nach drei Jahren in Diensten von Pachuca wechselte die Spielerin, deren hohe Popularität vor allem auf ihre Schönheit und ihr Charisma zurückzuführen ist, im Alter von 17 Jahren zum Club León und weitere zwei Jahre später zum Hauptstadtverein CD Cruz Azul.